# Kroger St. Jude International 1994
Il Kroger St. Jude International 1994 è stato un torneo di tennis giocato sul cemento indoor. È stata la 93ª edizione del Torneo di Memphis, che fa parte della categoria ATP World Series nell'ambito dell'ATP Tour 1994. Si è giocato al Racquet Club di Memphis negli USA, dal 7 al 14 febbraio 1994.

## Campioni

### Singolare
Todd Martin ha battuto in finale  Brad Gilbert con il punteggio di 6–4, 7–5.

### Doppio
Byron Black /  Jonathan Stark hanno battuto in finale  Jim Grabb /  Jared Palmer con il punteggio di 7–6, 6–4.